# Bojewo
Bojewo – wieś w Polsce położona w województwie mazowieckim, w powiecie węgrowskim, w gminie Sadowne. Ma status sołectwa. Graniczy ze wsią Kołodziąż-Rybie. 
| SIMC    | Nazwa | Rodzaj      |
| ------- | ----- | ----------- |
| 0685771 | Klin  | osada leśna |

Gmina Sadowne osiąga swój najwyższy punkt 123,8 m n.p.m. w południowo-wschodniej części gminy – na południe od wsi Bojewo. W Rejonie wsi Bojewo występuje wysoczyzna morenowa i charakteryzuje się płaską rzeźbą terenu (spadki terenu poniżej 5%). 
Wierni kościoła rzymskokatolickiego należą do parafii św. Jana Chrzciciela w Sadownem.

## Historia
W latach 1975–1998 miejscowość administracyjnie należała do województwa siedleckiego. W roku 2003 została zakończona inwestycja przebudowy odcinka okolicznej drogi o długości 1776 metrów z nawierzchni żwirowej na nawierzchnię bitumiczną. Przebudowa drogi kosztowała ok. 500 tys. zł, wsparta została środkami z programu SAPARD.